# Каутская, Минна
Минна Каутская, урожд. Яйх (11 июня 1837[…], Грац — 20 декабря 1912, Фриденау) — немецкая актриса и писательница. Её романы были написаны под сильным влиянием социализма и идеями современного феминизма. Она также писала под псевдонимами Экерт и Вильгельм Винер.

## Биография
Минна Каутская была дочерью театрального художника Антона Яйха, с 1845 года проживавшего со своей семьей в Праге. Там Каутская иногда выступала актрисой в театре Никлас и городском театре. В 1854 году она вышла замуж за Йоханна Каутского (1827—1896), в браке с которым родились 1 дочка и 3 сына. В последующие годы она выступала в Оломоуце, Зондерсхаузене, Гюстрове, и в чешском государственном театре в Праге, пока не вынуждена была бросить актерское ремесло в 1861 из-за заболевания лёгких. С 1863 по 1904 годы она жила в Вене, где её муж получил должность театрального художника. Во время болезни Каутская занималась работами Чарльза Дарвина и Эрнста Геккеля.
В 1870 она писала под псевдонимами Экерт и Вильгельм Винер рассказы в виде новелл для прессы (среди прочих Arbeiterwille), писала стихи и драмы, и быстро стала успешной рассказчицей и автором романов. В 1870 году она присоединилась к венской ассоциации писателей и художников, и была её временным президентом. Через своего сына она познакомилась с социалистическими идеями, и в 1885 году встречалась с Фридрихом Энгельсом в Лондоне.
Её известные внуки: экономист Бенедикт Каутский, химик Ханс Каутский и австрийский театральный художник и художник по костюмам Роберт Каутский.

## Работы
- Madame Roland. Historisches Drama in fünf Acten. 1878 — Internet Archive
- Stefan vom Grillenhof. Roman. 1879
- Herrschen und Dienen? Roman. 1882
- Die Alten und die Neuen. Roman. 1884
- Viktoria. Roman. 1889
- Eine gute Partie. Novelle. 1889
- In der Wildniß. Lustspiel in einem Akt. 1889 (Theater am Franzensplatz, Graz)
- Der Pariser Garten. Nobelle. Vor 1892
- Sie schützt sich selbst. Preislustspiel in vier Akten. 1892. (Deutsches Volkstheater, Wien)
- Ein Proletarierkind. Wiener Volksstück. 1893 (Ankauf Raimundtheater, Wien)
- Helene. Roman in drei Büchern. 1894 — Volltext online Архивная копия от 3 февраля 2016 на Wayback Machine
- Die Eder-Mizzi. Heiteres Volksstück in vier Akten. 1894 (Raimundtheater, Wien)
- Die Einschichtige im Dorfe. Novelle. 1895
- Poldl, der Zimmermann. Erzählung. 1896
- Im Vaterhause. Sozialer Roman. 1904
- Die Leute von St. Bonifaz. Roman. 1905
- Autobiographische Skizze in: In freien Stunden 13/2 (1909)
- Aus freier Wahl. Charakterbilder aus der Frauenwelt. Drei Erzählungen. 1874

## Werksausgaben
- Gesammelte Romane und Erzählungen, 2 Bde. 1914
  - Herrschen und Dienen
  - Im Vaterhause
  - Die Leute von St. Bonifaz
- C. Friedrich (Hrsg.): Auswahl aus ihrem Werk. 1965